# Josef Kandert
Josef Kandert (* 22. července 1943 Praha – † 8. prosince 2022) byl český orientalista, religionista, etnolog, muzejník a vysokoškolský pedagog.

## Životopis
Po maturitě vystudoval orientalistiku na filozofické fakultě Univerzity Karlovy v Praze. Nastoupil jako kurátor afrických sbírek do Náprstkova muzea a především se věnoval přednáškám a psaní odborných i populárních knih z orientalistiky a religionistiky.
Jako dlouholetý zaměstnanec Náprstkova muzea vícekrát cestoval do Afriky. Podílel na mnoha výstavách a publikacích muzea, společně s Věrou Šťovíčkovou psal cestopisy a v době, kdy byla chartistkou, dělal jejím publikacím svým jménem pokrývače. Překládal oborové publikace z angličtiny.
Vyučoval na katedře sociologie Institutu sociologických studií Fakulty sociálních věd Univerzity Karlovy v Praze, na které působil také jako vedoucí. Zde obhájil kandidátskou disertační práci, habilitoval se a byl jmenován profesorem sociologie. Jeho manželkou byla amerikanistka Olga Kandertová (*1944).

## Dílo
Napsal přes 90 publikací, nejcennější jsou jeho monografie o Africe, jejích obyvatelích a umění, o mytologii a náboženských systémech, také sociologické a etnologické studie o českých zemích a Slovensku v 2. polovině 20. století.